# Дуброва (Львовская область)

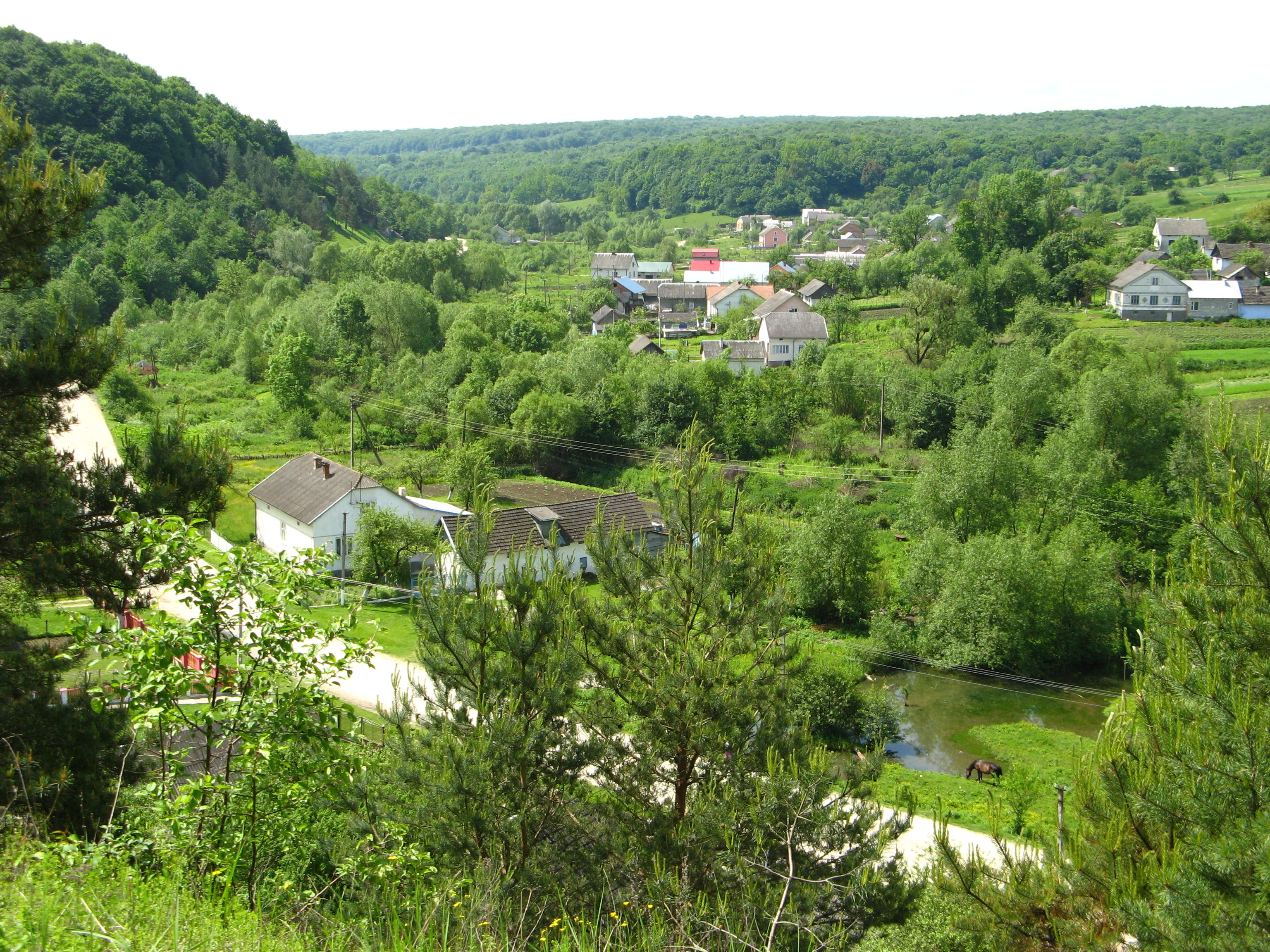
Долина реки Колодница в селе Дуброва

Дуброва (укр. Дуброва) — село в Тростянецкой сельской общине Стрыйского района Львовской области Украины.
Население по переписи 2001 года составляло 431 человек. Занимает площадь 0,981 км². Почтовый индекс — 81615. Телефонный код — 3241.